# Rosa diamante
Rosa diamante é uma telenovela estadunidense produzida e exibida pela Telemundo entre 10 de julho de 2012 e 21 de janeiro de 2013.
Se trata de um remake da telenovela argentina Perla negra, produzida em 1994.
Foi protagonizada por Carla Hernández e Mauricio Ochmann e antagonizada por Begoña Narváez, Luis Xavier, Luciana Silveyra e Constantino Costas.
A telenovela foi exibida em Portugal em 2016, na SIC Caras, de segunda a sexta às 18h, em versão dublada em português do Brasil.

## Sinopse
Rosa é uma jovem que foi abandonada por Raquel em uma escola na cidade de San Miguel de Allende quando ela era um bebê. Com ela também cresce sua melhor amiga, Eva, uma menina que vem de uma família rica, Sotomayor. 
Um dia Rosa escapa da escola para ir para uma caminhada e conhece José Ignacio Altamirano, um homem bastante galanteador e por essa razão ele é o presidente da empresa de lingerie Aqua Marina. Ele tenta se aproveitar de Rosa, mas ela o rejeita, o que deixa um pouco surpreso. 
Mesmo assim, ele decide tentar a sorte novamente, mas agora com Eva, sem saber que ela é amiga de Rosa. Ele mente para ela, dizendo que seu nome é Adam para zombar dela pelo par bíblico de Adão e Eva. Eva acredita nele e se torna sua namorada. Um tempo depois, José Ignacio deixa Eva grávida e sai depois que ela o apresenta a seu avô. Deixando Eva sozinha com Rosa.  Rosa jura a sua amiga que ela se vingará de José Ignacio a todo custo. Mais tarde, o bebê que todos vão chamar Eduardito, nasce são e salvo. 
Don Eduardo volta ao México porque sua sobrinha neta Barbara quer apresentar seu namorado, José Ignacio Altamirano. Quando Eduardo o vê, ele sofre de um ataque cardíaco e morre, deixando suas ações da empresa Vênus para a Eva, incomodando toda a família Sotomayor. Eva descobre a terrível notícia pela diretora do internato Miss Margaret. 
No caminho para o México, Eva dá sua carteira onde seus documentos de identificação são para Rosa para que ela possa se consertar um pouco, mas elas sofrem um acidente terrível com o carro e Rosa consegue se machucar muito, mas o carro explode e Eva morre. Rosa acorda, eles lhe dão a notícia terrível e ela se surpreende ao ver que todos a confundiram com Eva. É a partir desse momento que Rosa pretende ser Eva para que Eduardito não seja tirado dela, e um jogo começa a custar-lhe muito caro. Chegando à mansão Sotomayor encontra Rosaura Andere de Sotomayor, a avó de Eva. No início, eles se odiaram, mas Rosa não sabia que Rosaura era sua verdadeira mãe.

## Elenco
- Carla Hernández - Rosa Andrade Andere
- Mauricio Ochmann - José Ignacio Altamirano
- Lupita Ferrer - Rosaura  Andere de Sotomayor
- Claudia Ramírez - Raquel Altamirano
- Begoña Narváez - Bárbara Montenegro de Altamirano
- Sofía Lama - Andrea Fernández'
- Luis Xavier - Gerardo Altamirano
- Manuel Balbi - Gabriel Robles
- Néstor Rodulfo - Ramón Gómez
- Luciana Silveira - Miss Margaret Bridges/María Margarita Puentes
- Marco de Paula - Gerardo Altamirano Jr.
- Patricia Conde - Leticia Sotomayor de Montenegro
- Ignacio Riva Palacio - Martín Montenegro
- Ofelia Guiza - Chole Muñiz
- Constantino Costas - Rodolfo Montenegro
- Marco Treviño - Antonio Andrade
- Patricio Castillo - Eduardo Sotomayor
- Thali García - Eva Sotomayor
- Julieta Grajales - María Corina Villalta
- Miguel Garza - Leonardo Bernal
- Citlali Galindo - Francisca
- Heriberto Méndez - Sergio Escobar
- Iván Bronstein - Horacio Villarreal
- Tsuria Díaz - Valeria
- Marco Antonio Aguirre - Lucho
- Francisco Calvillo - Jorge Pacheco
- Mariana Villalvazo Martin - Lucía Altamirano
- Tamara Mazarrasa - Graciela